# Israir

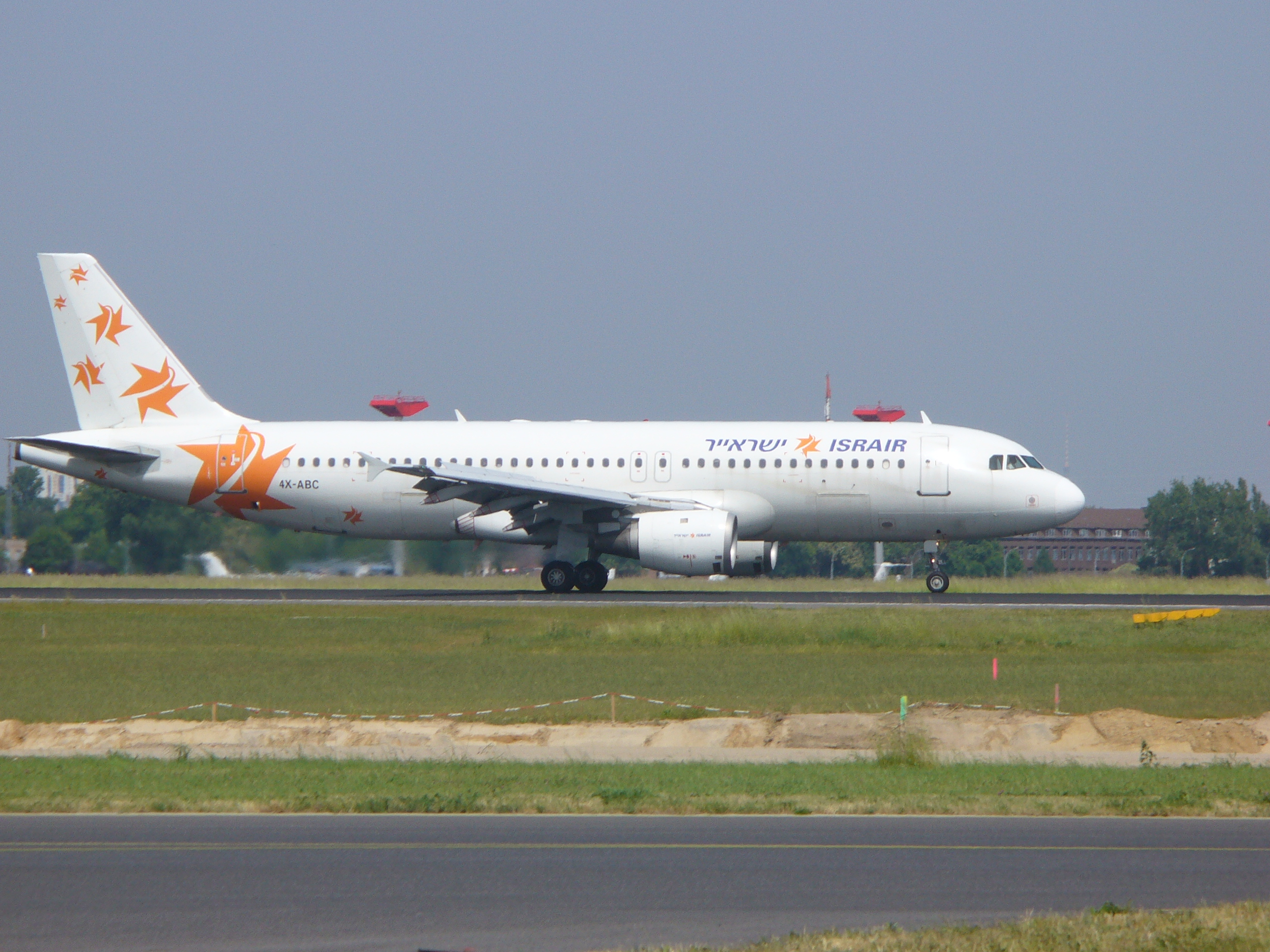
Letadlo Airbus A320 společnosti Israir na Letišti Berlín-Schönefeld

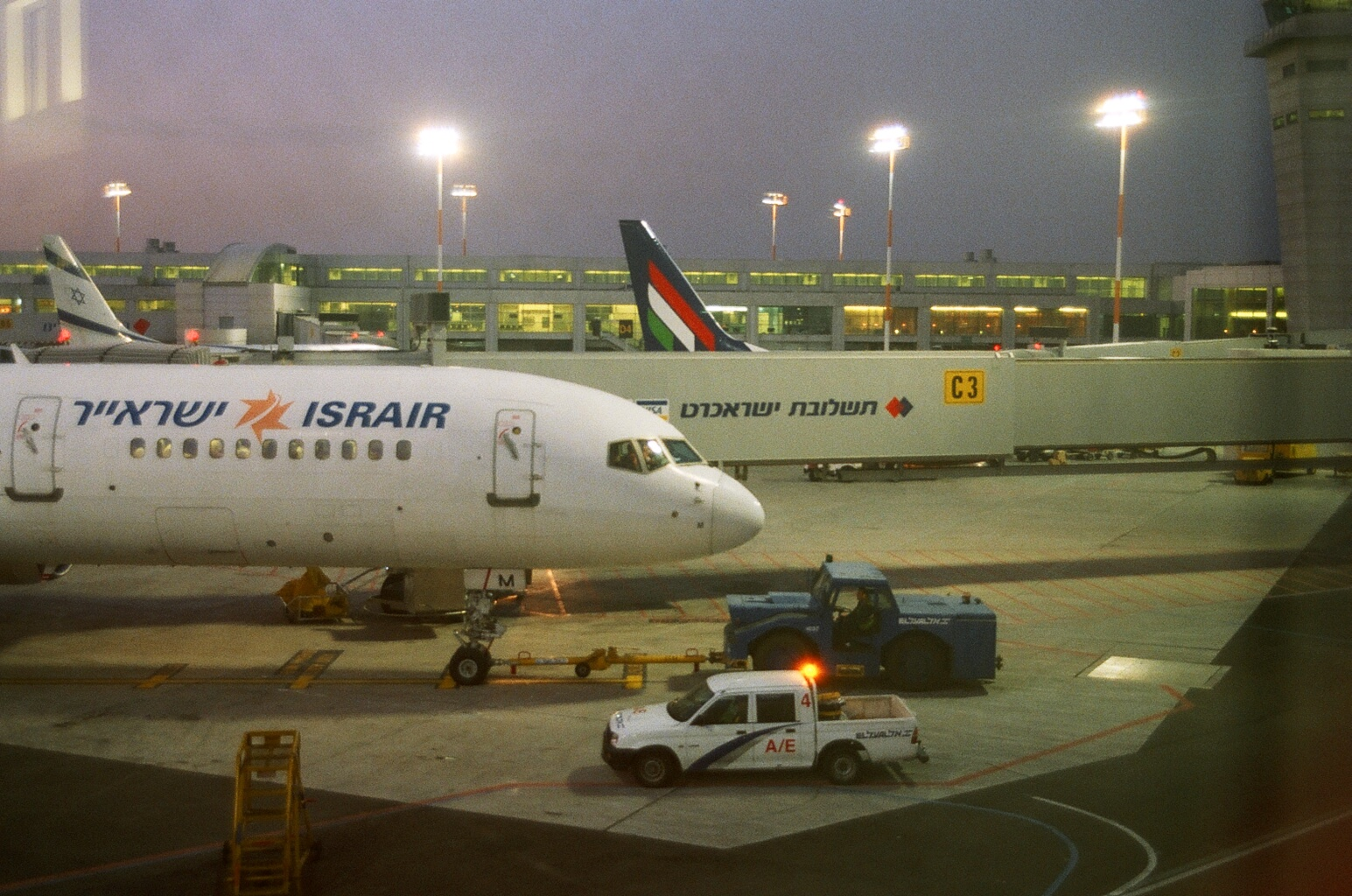
Letadlo Boeing 757 společnosti Israir na Ben Gurionově mezinárodním letišti

Israir (hebrejsky: ישראייר, plným jménem Israir Airlines) je letecká společnost v Izraeli.
Byla založena roku 1993 pod názvem Knafej ha-emek (כנפי העמק). Tehdy působila na Letišti Megido v Jizre'elském údolí. Měla dva letouny, se kterými provozovala lety do Ejlatu, Aradu, na sever Izraele a na Kypr. V roce 1996 společnost převzala firma Ganden Group. Následoval zisk dalších dvou letadel a společnost získala nynější název. Firma postupně expandovala. Provozuje vnitrostátní lety v Izraeli a lety do turistických destinací v Evropě včetně zákaznických balíčků zahrnujících i ubytování.